# Macon County (Georgia)
Das Macon County ist ein County im Bundesstaat Georgia der Vereinigten Staaten. Der Verwaltungssitz (County Seat) ist Oglethorpe, benannt nach General James Oglethorpe, dem Gründer von Georgia.

## Geographie
Das County liegt wenige Kilometer südöstlich des geographischen Zentrums von Georgia und hat eine Fläche von 1051 Quadratkilometern, wovon sieben Quadratkilometer Wasserfläche sind, und grenzt im Uhrzeigersinn an folgende Countys: Peach County, Houston County, Dooly County, Sumter County, Schley County und Taylor County.

## Geschichte

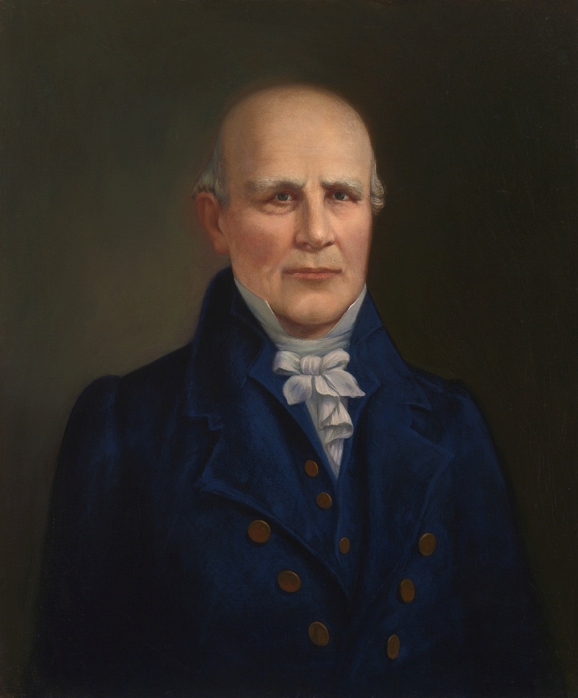
N. Macon

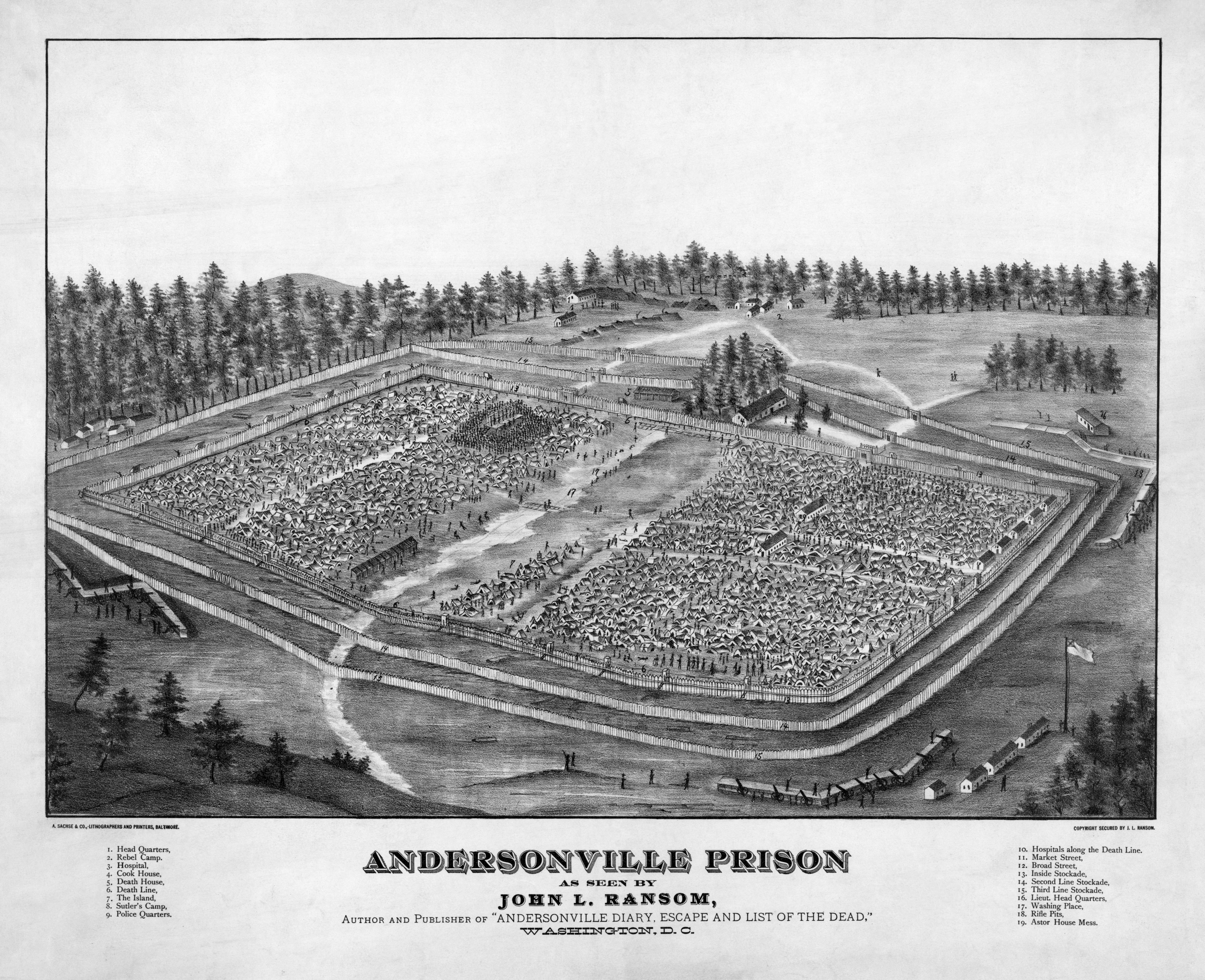
Das ehemalige Andersonville Prison

Macon County wurde am 14. Dezember 1837 aus Teilen des Houston County und des Marion County gebildet. Benannt wurde es nach Nathaniel Macon, einem General aus South Carolina, Staatsmann und Präsident des US-Senats.
Während des Amerikanischen Bürgerkriegs waren im Südwesten des Macon Countys etwa 45.000 Unions-Soldaten in Gefangenschaft, von denen etwa 13.000 an Hunger und Krankheit oder den Folgen von Verwundungen starben. Die meisten davon sind auf dem Nationalfriedhof in Andersonville beigesetzt. 1973 wurde das ehemalige Kriegsgefangenenlager als Andersonville National Historic Site restauriert.

## Demografische Daten
Laut der Volkszählung von 2010 verteilten sich die damaligen 14.740 Einwohner auf 4.999 bewohnte Haushalte, was einen Schnitt von 2,56 Personen pro Haushalt ergibt. Insgesamt bestehen 6.136 Haushalte.
67,3 % der Haushalte waren Familienhaushalte (bestehend aus verheirateten Paaren mit oder ohne Nachkommen bzw. einem Elternteil mit Nachkomme) mit einer durchschnittlichen Größe von 3,15 Personen. In 33,0 % aller Haushalte lebten Kinder unter 18 Jahren sowie in 27,8 % aller Haushalte Personen mit mindestens 65 Jahren.
25,0 % der Bevölkerung waren jünger als 20 Jahre, 27,3 % waren 20 bis 39 Jahre alt, 29,3 % waren 40 bis 59 Jahre alt und 18,5 % waren mindestens 60 Jahre alt. Das mittlere Alter betrug 38 Jahre. 54,1 % der Bevölkerung waren männlich und 45,9 % weiblich.
35,1 % der Bevölkerung bezeichneten sich als Weiße, 60,6 % als Afroamerikaner, 0,3 % als Indianer und 1,3 % als Asian Americans. 1,7 % gaben die Angehörigkeit zu einer anderen Ethnie und 1,0 % zu mehreren Ethnien an. 3,6 % der Bevölkerung bestand aus Hispanics oder Latinos.
Das durchschnittliche Jahreseinkommen pro Haushalt lag bei 28.285 USD, dabei lebten 32,6 % der Bevölkerung unter der Armutsgrenze.

## Kultur und Sehenswürdigkeiten

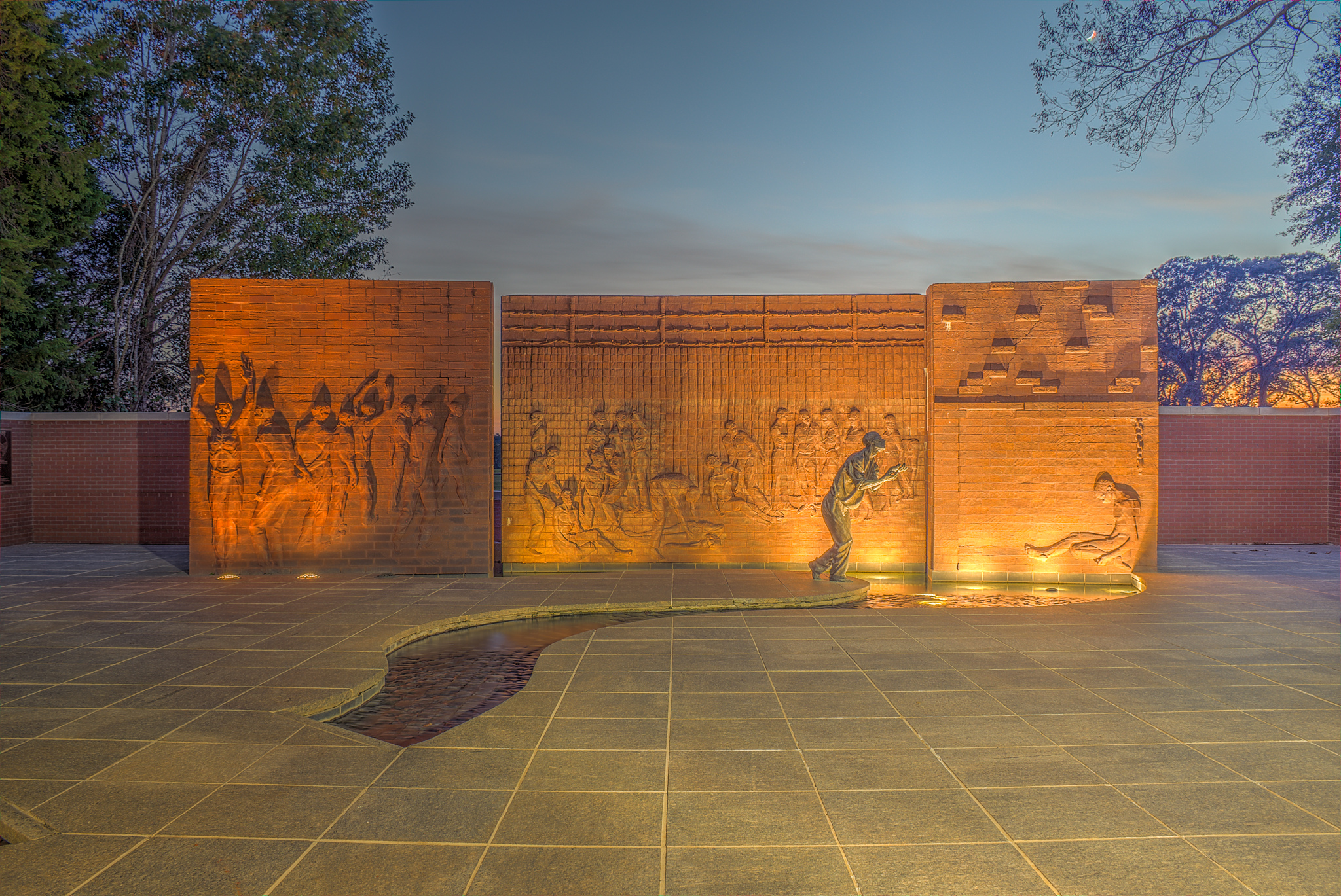
Memorial für amerikanische Kriegsgefangene in der Andersonville National Historic Site (2010). Der Historic District erinnert an das von Henry Wirz geleitete Kriegsgefangenenlager der Konföderierten bei Andersonville. Während des Sezessionskriegs wurden hier Unionssoldaten unter menschenunwürdigen Bedingungen interniert. Im Oktober 1970 wurde das Kriegsgefangenenlager als erstes Objekt des County in das NRHP eingetragen und erhielt den Status einer National Historic Site.

16 Bauwerke, Stätten und „historische Bezirke“ (Historic Districts) im Macon County sind im National Register of Historic Places („Nationales Verzeichnis historischer Orte“; NRHP) eingetragen (Stand 15. Februar 2024), darunter die Andersonville National Historic Site.

## Orte im Macon County
Orte im Macon County mit Einwohnerzahlen der Volkszählung von 2010:
Cities:
- Ideal – 499 Einwohner
- Marshallville – 1448 Einwohner
- Montezuma – 3460 Einwohner
- Oglethorpe (County Seat) – 1328 Einwohner